# خیرالنساء بیگم
خیرالنساء بیگم ملقب به مهدعلیا (زادهٔ حدود ۹۲۶ – درگذشتهٔ ۵ مرداد ۹۵۸) با نام اصلی اشرف‌الملوک، شاهدخت مرعشیان، ملکه همسر شاه محمد خدابنده و همچنین مادر شاه عباس یکم در دوران صفویان بود. او به مدت دو سال شخصاً به نام خود امپراتوری صفوی را اداره می‌کرد و در تمام مجالس و جلسات حکومتی حضور و فرمان رسمی شاهی داشت.

## آغاز زندگی
خیرالنساء بیگم در سال ۱۵۴۸ در بهشهر طبرستان به‌دنیا آمد. پدر او میرعبدالله خان ثانی و مادرش فخرالنسا بیگم بود. وی در سال ۱۵۶۲ با سلطان محمد میرزا، پسر ارشد شاه تهماسب یکم ازدواج کرد، دلیل این ازدواج سیاسی و برای ارتباط بیشتر میان مرعشیان طبرستان با خاندان صفوی بود.

## نفوذ سیاسی ملکه
پس از کشته شدن شاه اسماعیل دوم، برادرش خدابنده به پادشاهی رسید. خدابنده مبتلا به ضعف بینایی شدید بود و در صلاحیتش برای پادشاهی تردید جدی وجود داشت اما با کمک و حمایت خواهرش پری خان خانم به این مقام دست یافت. پری خان خانم متحدانی از قزلباش‌ها داشت و بر این باور بود که با به قدرت رسیدن خدابنده قدرت اصلی در دستان خود او خواهد بود. با قدرت گرفتن پری خان خانم و حمایت قزلباشان از او وزیر اعظم، میرزا سلمان جابری اصفهانی که به‌وسیلهٔ شاه طهماسب بر سرکار آمده بود و چندان مورد عنایت شاهزاده خانم نبود، به بهانه احترام به شاه جدید و در واقع از ترس جانش پایتخت، قزوین، را ترک گفت. هنگامی‌که وزیر اعظم وارد شیراز شد، مهدعلیا او را مردی آگاه به امور و وقایع پایتخت و متحدی بالقوه برای رسیدن به اهدافش یافت چراکه میرزا سلمان جابری اصفهانی نیز همچون ملکه به یک خانواده اشرافی ایرانی متعلق بود و ارج و قربی در میان قزلباشان نداشت.
با اتحاد وزیر اعظم و ملکه، میرزا سلمان جابری اصفهانی بار دیگر مقام برتر خود را در زمان شاه جدید نیز به دست آورد و شاهد تنزل موقعیت دشمن خویش پری‌خان خانم گردید. پری‌خان خانم در مدتی بسیار کوتاه پس از ورود شاه و ملکه جدید به دربار قزوین اقتدار و نفوذ بیش از حدش را از دست داد و در همان شب، به سرعت به قتل رسید. با این همه میرزا سلمان جابری اصفهانی نیز به تدریج قدرت و نفوذی که پریخان خانم روزی صاحبش بود را به ملکه واگذار کرد. خیرالنساء بیگم پذیرای نفوذ کم و بیش غیرمستقیم در جریان امور نبود و به جای آن علناً همه مسئولیت‌های اساسی را خود بر دوش گرفت که مخصوصاً شامل انتصاب و عزل افسران عالی‌رتبه و بالاترین مقامات امپراتوری می‌شد. این افسران و مقامات به‌جای حضور در دربار عام سلطنتی، هر روز از صبح تا شب به در حرمسرا می‌آمدند تا عریضه‌ها و نامه‌های مهم از سراسر امپراتوری را به ملکه برسانند و فرمان‌های ملکه را دریافت کنند و در آنجا احکام درباری صادر و مهر می‌شد. به مدت بیش از یکسال امور حکومتی بر این روال رتق و فتق می‌شد و این امر باعث بروز اختلافات شدید بین او و سران قزلباش شد.

## توطئه و قتل ملکه
در خلال جنگ چلدر، خیرالنساء بیگم، فرمان گردآوری سپاه داد و به همراه پسر ارشد خود حمزه میرزا (ولیعهد) و گروهی از سران دولت و امرای قزلباش به قصد سد کردن راه قشون عثمانی، مسیر آذربایجان را پیش گرفتند و در قره‌باغ توقف کردند و نهایتاً شروان را تصرف کردند. در جنگ چلدر، به دلیل نبود هماهنگی و وجود اختلاف بین مهدعلیا و سران قزلباش، امرای قزلباش کم‌کم نسبت به فرمان‌های همسر شاه ناخرسند و خشگمین شدند. اقدامات خیرالنساء بیگم قزلباش‌ها را برآشفت، و آنان با ارسال طوماری تهدیدآمیز برای شاه خواهان برکناری او شدند. خدابنده از خیرالنساء خواست تا پایتخت را ترک نماید اما با مقاومت او روبرو شد. سرانجام دسته‌ای از قزلباشان توطئه‌ای ساختند و بدو تهمت زدند که با عادل‌گرای خان برادر خان کریمه (بخشی از قلمرو عثمانی) که در آن زمان به اسارت در دربار صفویان بود رابطه نامشروع دارد. بدین تهمت و پس از ماجرای انتقام میرزا خان، صدرالدین‌خان صفوی در تاریخ ۱ جمادی‌الاول ۹۸۷ قمری برابر با ۵ تیر ماه ۹۵۸ خورشیدی به همراه امامقلی میرزای موصلو و چند تن از اقوام نزدیک شاه محمد خدابنده، وارد حرمسرای شاه شدند و مهدعلیا را در هنگامی که در آغوش شاه پناه برده بود را جدا کردند و در مقابل شاه خفه کردند . آن‌ها مادر ملکه با جمعی از اقوام و بستگان و چند تن از بزرگان مازندران را نیز کشتند و اموال همگی را غارت کردند. در همان روز عادل‌گرای خان و ملازمانش که حدود صد نفر بودند برای دفاع از خود درگیر و سپس کشته شدند.  جسد خیرالنساء که در مزار شاهزاده حسین دفن بود به فرمان شاه عباس به حرم امام رضا منتقل شد.

## میراث ملکه
پس از به قدرت رسیدن شاه عباس یکم وی با این بهانه که جانشین مقتدری در میان شاهزادگان مرعشی وجود ندارد خود را به عنوان شاهنشاه تبرستان و وارث قلمرو مرعشیان دانست. سپس بسیاری از شهرهای آن دیار را آباد کرد و دو شهر اشرف (بهشهر) و فرح‌آباد (ساری) را پایتخت تفریحی و تابستانی خویش قرار داد.
همچنین زمانیکه در قزوین اقامت داشت، به این بهانه که ملک بهمن دوم به قلمرو نیاکانش (آمل) تجاوز و نفوذ نموده وی و خویشاوندانش و همهٔ طرفدارانش را قتل‌عام کرد و یک تن را زنده نگذاشت. سپس به بهانه خویشاوندی وی با شاخهٔ دیگر پادوسبانیان (ملکان کجور) این سلسله را پس از ۹۸۴ سال به کلی منقرض کرد.

## امور فرهنگی
خیرالنساء به علت علاقهٔ زیاد به زبان طبری دربار خویش را همیشه پر از خوانندگان و شاعران طبرستانی می‌کرد. مهم‌ترین شاعر دربار در زمان وی، امیر پازواری نام داشته که اشعاری عرفانی، عاشقانه و علل‌الخصوص در وصف علی بن ابی‌طالب داشته است و بنیان‌گذار سبک امیری در زبان مازندرانی می‌باشد.